# Merlande-et-Andrivaux
Pour les articles homonymes, voir Merlande (homonymie).
Merlande-et-Andrivaux, ou Andrivaud-et-Merlande, est une ancienne commune française du département de la Dordogne. Elle a existé de 1795 à 1809.

## Historique
La commune française de Merlande-et-Andrivaux, ou Andrivaud-et-Merlande, a été créée en 1795 par la fusion des communes d'Andrivaux et de Merlande. Elle fait partie, dès 1795, du canton de Lisle, supprimé en 1800. La commune est alors rattachée au canton de Périgueux dépendant de l'arrondissement de Périgueux.
En 1809, la commune est supprimée. La partie Merlande fusionne alors avec la commune de La Chapelle-Gonaguet et la partie Andrivaux avec celle de Chancelade.